# Joseph Pulitzer
Joseph Pulitzer (Makó, Hongria, 10 d'abril de 1847 - 29 d'octubre de 1911) va ser un polític hongarès-nord-americà i editor dels diaris St. Louis Post-Dispatch i New York World. Es va convertir en una figura nacional destacada del Partit Demòcrata i va ser elegit diputat de Nova York.
A la dècada de 1890, la ferotge competència entre el seu World i el New York Journal de William Randolph Hearst va fer que tots dos desenvolupessin les tècniques de la premsa groga, que s'esforçava per atraure els lectors amb sensacionalisme, sexe, crim i horrors gràfics. Aquesta estratègia va aconseguir arribar al milió d'exemplars al dia i va obrir el camí a diaris de tirada massiva que depenien dels ingressos publicitaris (més que del preu de la portada o dels subsidis dels partits polítics) i va atreure els lectors amb múltiples formes de notícies, xafarderies, entreteniment i publicitat.
El nom de Pulitzer és conegut sobretot pels Premis Pulitzer que es van establir el 1917 com a resultat de la seva dotació a la Universitat de Colúmbia. Els premis s'atorguen anualment per reconèixer i premiar l'excel·lència en el periodisme americà, fotografia, literatura, història, poesia, música i teatre. Pulitzer va fundar la Columbia School of Journalism gràcies al seu llegat filantròpic, que es va inaugurar el 1912.

## Biografia
Pulitzer va néixer a Makó, Hongria. El pare de Josep era un home de negocis respectat. El 1853, Fülöp Pulitzer era prou ric per retirar-se. Va traslladar la seva família a Pest, on va fer educar els fills per tutors particulars, i va ensenyar francès i alemany. El 1858, després de la mort de Fülöp, el seu negoci va fer fallida i la família es va empobrir. Joseph va intentar allistar-se en diversos exèrcits europeus. Va ser exclòs de l'Exèrcit austrohongarès per la seva fràgil salut i escassa agudesa visual. L'any 1864 emigrà als Estats Units per a lluitar a la Guerra Civil Americana.

### Carrera periodística i política
Després de la guerra s'establí a Saint Louis, on l'any 1868 començà a treballar en un diari escrit en alemany, el Westliche Post. S'afilià al Partit Republicà dels Estats Units, i fou elegit per a l'assemblea de l'estat de Missouri l'any 1869. L'any 1872 va comprar el Post per 3.000 dòlars. L'any 1879 comprà el St. Louis Dispatch per 2.700 dòlars, i fusionà els dos diaris, creant el St. Louis Post-Dispatch, que és encara el diari per antonomàsia de la ciutat. Des d'allà va ser on va desenvolupar el seu estil populista, proper a les classes mitjanes i crític constructiu amb el poder establert.
L'any 1882 va comprar The New York World, un diari amb pèrdues milionàries, per 346.000 dòlars a Jay Gould. En aquest diari es publicava The Yellow Kid, de Richard F. Outcault, un dels còmics més famosos de l'època i el primer imprès en color de forma regular a un diari. Des d'aquest mitjà es va enfrontar als líders mediàtics del moment i va esdevenir molt popular per fomentar, juntament amb William Randolph Hearst- la creació del que coneixem com a premsa groga, basant-se en el sensacionalisme, l'escàndol i les històries que la gent volia sentir. La tirada augmentà de 15.000 a 600.000 diaris, convertint-se en el diari número 1 del país.

### Prop dels conflictes
L'editor del diari rival New York Sun es va referir a ell l'any 1890 al Sun com "El jueu que va abandonar la seva religió", tractant que perdés els lectors d'aquesta comunitat.
També va ser un pioner en els reportatges d'investigació d'impacte, com els de la sèrie de la guerra de Cuba que enfrontà Espanya i els EUA.
L'any 1895, William Randolph Hearst va comprar el rival New York Journal, cosa que portà a una escalada alcista en la tirada dels diaris. Aquesta competició amb Hearst, particularment la cobertura abans i després de la Guerra de Cuba, va unir definitivament el nom de Pulitzer amb el sensacionalisme i la premsa groga.
Després que el World difongués el pagament de 40 milions de dòlars pels Estats Units a la Companyia Francesa del Canal de Panamà, Pulitzer va ser acusat de difamacions i calumnies envers el president Theodore Roosevelt i J. P. Morgan. Els tribunals no van admetre a tràmit les acusacions, en la qual va ser considerada una victòria de la llibertat de premsa.

### Família
El 1878, als 31 anys, Pulitzer es va casar amb Katherine "Kate" Davis (1853–1927), una dona d'alta posició social de Georgetown, Districte de Columbia. Era cinc anys més jove que Pulitzer, d'una família episcopal, i es rumorejava que era un parent llunyà de Jefferson Davis. Es van casar en una cerimònia episcopal a l'Església de l'Epifania a Washington, DC. Ell no va revelar la seva herència jueva a Katherine o la seva família fins després del seu matrimoni.
Amb set fills, cinc van viure fins a l'edat adulta: Ralph, Joseph Jr. (pare de Joseph Pulitzer III), Constance Helen (1888–1938), que es va casar amb William Gray Elmslie, DD Edith (1886–1975), que es va casar amb William Scoville Moore, i Herbert, finalment el soci del seu germà Ralph al Post. La seva filla, Katherine Ethel Pulitzer, va morir de pneumònia el maig de 1884 a 2 anys. El 31 de desembre de 1897, la seva filla gran, Lucille Irma Pulitzer, va morir a 17 anys de febre tifoide. Una immigrant irlandesa anomenada Mary Boyle va criar en gran part els fills mentre els seus pares estaven ocupats.
Després d'un incendi a la seva antiga residència, Pulitzer va encarregar a Stanford White el disseny d'un palau venecià revestit de pedra calcària a l'11 East 73rd Street a l'Upper East Side; es va acabar l'any 1903. El reflexiu retrat assegut de Pulitzer de John Singer Sargent es troba a la Universitat de Colúmbia.
La família va continuar involucrada en el funcionament del Post-Dispatch i altres diaris sota la Pulitzer Publishing Company fins que els va vendre a Lee Enterprises el 2005. El grup Pulitzer també tenia cadenes de televisió, que irònicament es vendrien a Hearst Communications, propietat dels descendents de William Randolph Hearst.

### Mort
Durant sis mesos durant 1908, Pulitzer va ser atès pel seu metge personal C. Louis Leipoldt a bord del seu iot Liberty. Mentre viatjava a la seva casa d'hivern al Jekyll Island Club a Jekyll Island, Geòrgia, l'any 1911, Pulitzer va fer parada en el seu iot a Charleston Harbour, Carolina del Sud. El 29 d'octubre de 1911, Pulitzer va escoltar com el seu secretari alemany llegia en veu alta sobre el rei Lluís XI de França. Quan el secretari s'acostava al final, Pulitzer va dir en alemany: "Leise, ganz leise" (en català: "Suaument, més suaument"), i va morir. El seu cos va ser retornat a Nova York per als serveis i enterrat al cementiri de Woodlawn al Bronx, a Nova York.

## Llegat

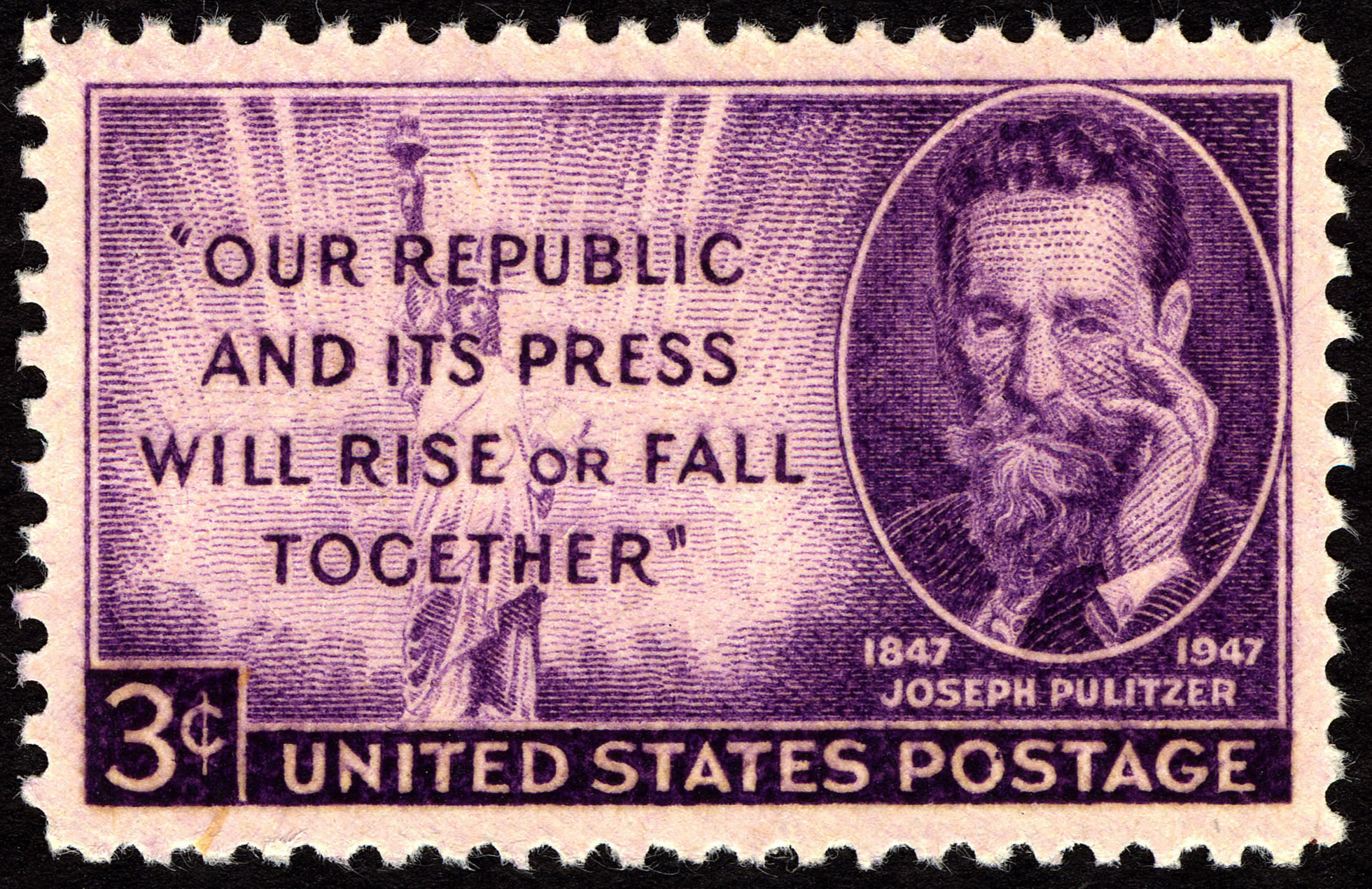
Segell commemoratiu de Joseph Pulitzer, emès l'any 1947

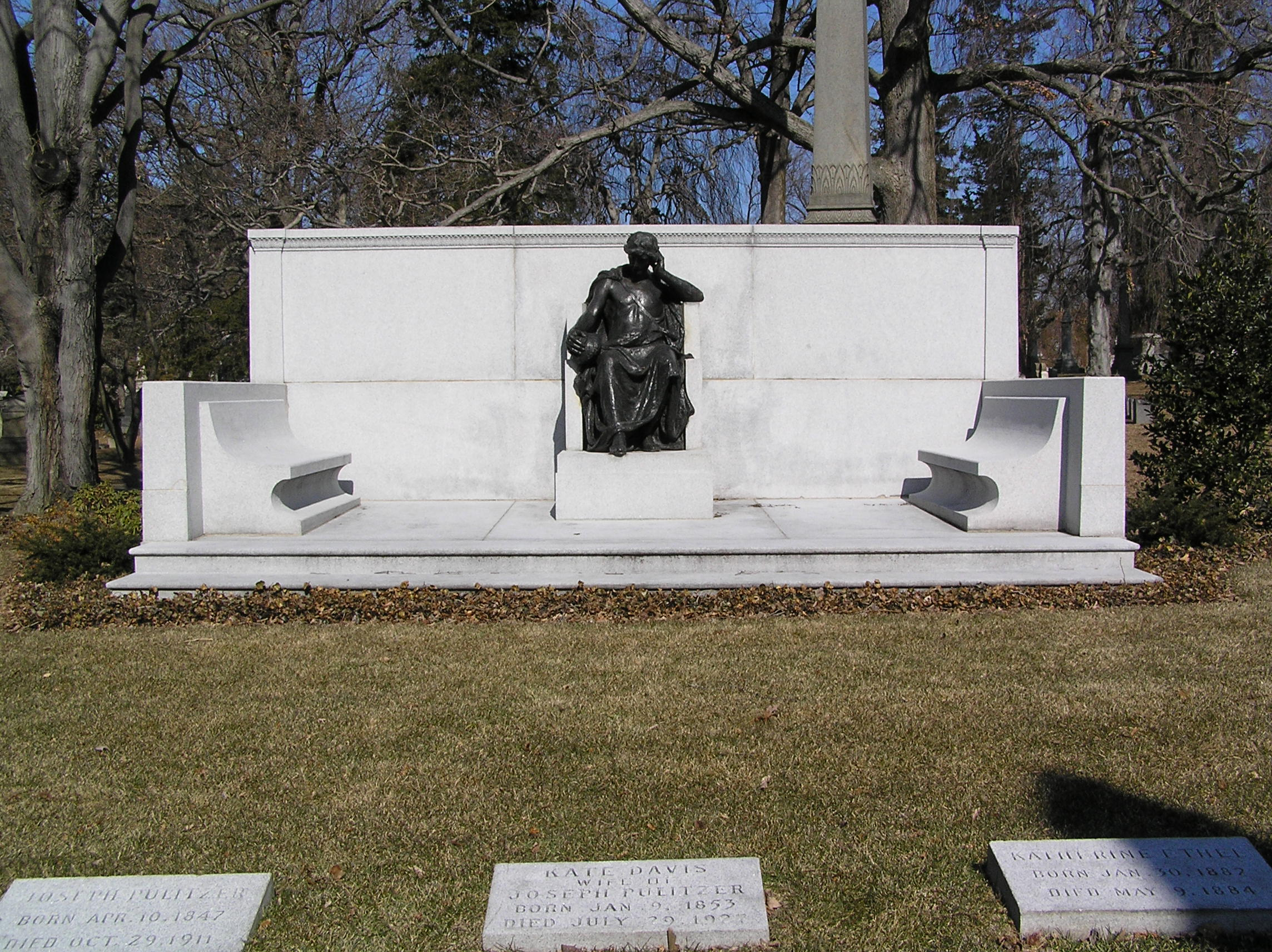
La tomba de Joseph Pulitzer al cementiri de Woodlawn

### Universitat de Colúmbia
L'any 1892 Pulitzer va oferir diners al president de la Universitat de Colúmbia, Seth Low, per crear la primera escola de periodisme del món. Inicialment la universitat no acceptà els diners, però l'any 1902, el nou president Nicholas Murray Butler fou més receptiu envers el pla de creació d'una escola i uns premis. No va ser, però, fins després que Pulitzer morís, que el seu somni es feu realitat. Pulitzer va donar 2 milions de dòlars a la universitat en el seu testament, que portaren a la creació l'any 1912 de l'Escola Universitària de Periodisme de Columbia, malgrat que finalment no va ser la primera, atès que el mateix Pulitzer havia esperonat tant la creació de l'Escola de Periodisme de Missouri, dins de la universitat de Missouri, que finalment aquesta s'avançà en el temps. El títol de graduat en periodisme per la Universitat de Colúmbia continua essent un dels més prestigiosos del món.

### Premi Pulitzer
Dins el seu testament també va incloure la dotació dels Premis Pulitzer, que van començar a atorgar-se el 1917 i que han assolit un gran prestigi. Els premis s'han ampliat per reconèixer els èxits en literatura, poesia, història, música i teatre.

### Reconeixements
- L'oficina de correus dels EUA va emetre un segell de 3 cèntims en commemoració de Joseph Pulitzer l'any 1947, el centenari del seu naixement.
- La Pulitzer Arts Foundation de Saint Louis va ser fundada per la filantropia de la seva família i rep el seu nom en honor d'ells.
- L'any 1989 Pulitzer fou inclòs al Passeig de la Fama de Saint Louis.[26]
- Apareix com a personatge de la pel·lícula de Disney Newsies (1992), en la qual va ser interpretat per Robert Duvall, i la producció escènica de Broadway (Newies) n'ha adaptat que es va produir el 2011.
- A la novel·la històrica de 2014, The New Colossus, de Marshall Goldberg, publicada per Diversion Books,[27] Joseph Pulitzer dona a la periodista Nellie Bly l'encàrrec d'investigar la mort de la poeta Emma Lazarus.
- L'hotel Pulitzer d'Amsterdam va rebre el nom del seu net Herbert Pulitzer.
- El mont Pulitzer a l'estat de Washington porta el seu nom.